# NEC PC-FX
NEC PC-FX (PC-FX) је конзола за игру фирме NEC која је почела да се производи у Јапану током 1994. године.
Користила је 32-битну NEC V810 RISC микропроцесорску јединицу а RAM меморија конзоле је имала капацитет од 2 MB + 32 KB (бекап RAM). 

## Детаљни подаци
Детаљнији подаци о конзоли PC-FX су дати у табели испод.
|                       |                                                                |
| [ 1 ]                 |                                                                |
| Произвођач            |                                                                |
| Тип                   | играчка конзола конзола за игру                                |
| Меморија              | 2 + 32 KB                                                      |
| Поријекло             | Јапан                                                          |
| Година                | 1994                                                           |
| Тастатура             | управљач са 6 тастера                                          |
| Процесор              |                                                                |
| Фреквенција процесора | 21,5                                                           |
| RAM                   | 2 + 32 KB                                                      |
| ROM                   | 1 MB                                                           |
| Текст                 |                                                                |
| Графика               | 640 x 480                                                      |
| Боја                  | 16.777.000                                                     |
| Звук                  | 16-битни стерео са 2 ADPCM канала и 6 семпл канала на 44,1 kHz |
| Димензије             | 132 (ш) x 267 (д) x 244 (в)                                    |
| Портови               |                                                                |
| Оперативни систем     |                                                                |